# أناماريا فارتولومي
أناماريا فارتولومي (بالإنجليزية: Anamaria Vartolomei)‏ هي ممثلة فرنسية رومانية ولدت في باكاو 9 أبريل 1999.

## وصلات خارجية
- أناماريا فارتولومي على موقع IMDb (الإنجليزية)
- أناماريا فارتولومي على موقع ألو سيني (الفرنسية)
- أناماريا فارتولومي على موقع قاعدة بيانات الفيلم (الإنجليزية)
- أناماريا فارتولومي على موقع كينوبويسك (الروسية)